# Snåsavatnet
Snåsavatnet je šesto po veličini jezero u Norveškoj, nalazi se u središnjoj Norveškoj u okrugu Nord-Trøndelag. Prostire se u općinama Steinkjer i Snåsa. Površina mu je 122 km2, dubina 121 metar, a nalazi se 24 metra iznad morske razine. Jezero je dugo 40 km, a široko 5 km.